# عشق تابستانی (فیلم ۱۹۵۵)
عشق تابستانی (به آلمانی: Sommerliebe)نام یک فیلم آلمانی محصول سال ۱۹۹۵ بود که در همان سال ۳٬۷۰۰٬۰۰۰ بلیط فروخته شد.